# Faliszówka

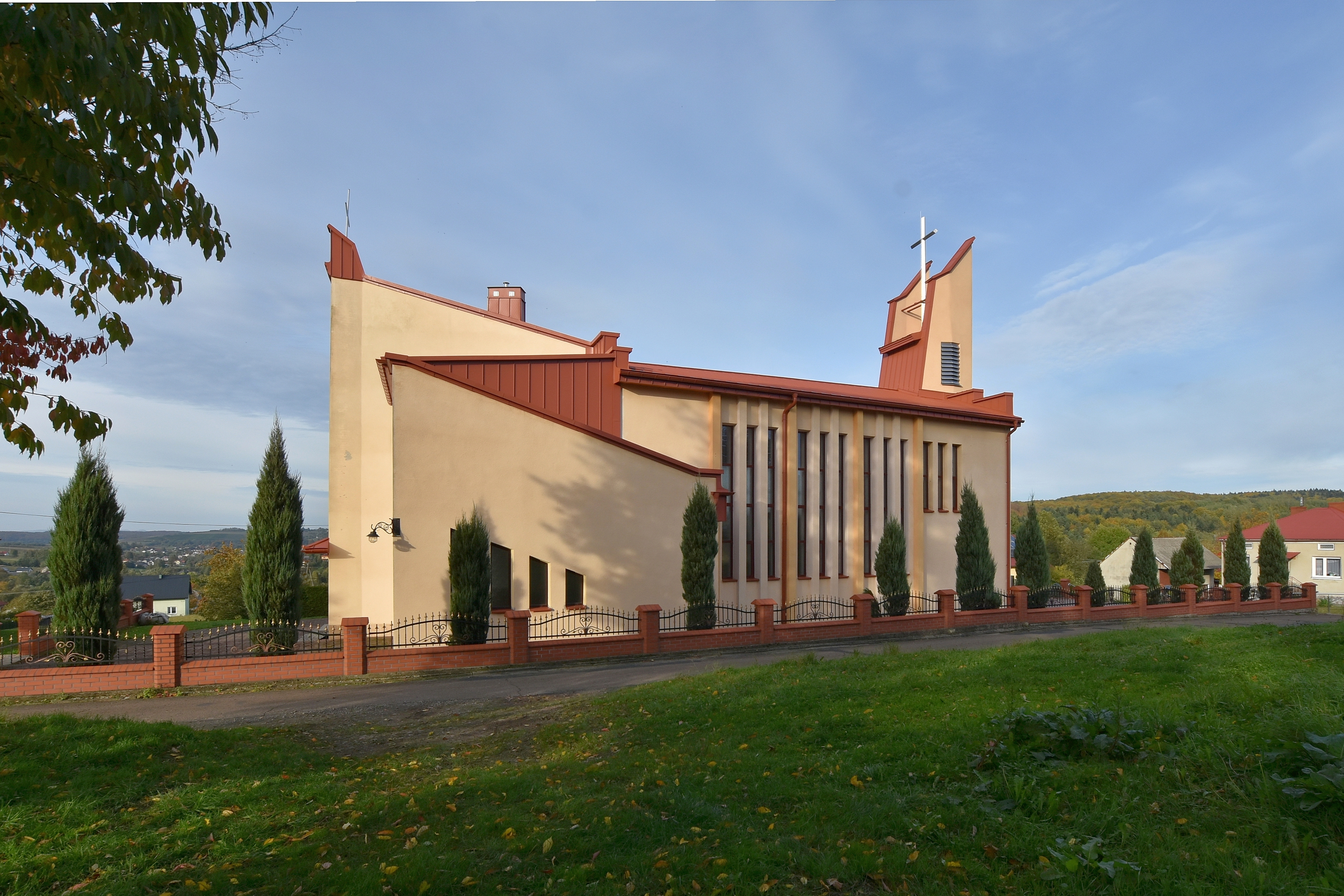
Kościół parafialny

Faliszówka – wieś w Polsce położona w województwie podkarpackim, w powiecie krośnieńskim, w gminie Chorkówka.

## Części wsi
| SIMC    | Nazwa | Rodzaj     |
| ------- | ----- | ---------- |
| 0347057 | Łazy  | przysiółek |
| 0347063 | Rzeki | część wsi  |

## Geografia
Wieś jest położona w terenie górzystym na wysokości około 300–412 m n.p.m. w odległości 12 km na południowy zachód od Krosna i 15 km na południowy wschód od Jasła. Otoczona jest lasami i górami, z których największe to Dział (409,8 m n.p.m.) oraz Kamienna (412,8 m n.p.m.), znajdujące się na południe od wsi. Przez wieś przepływa górska rzeka Chlebianka będąca lewobrzeżnym dopływem Jasiołki. Miejscowość znajduje się na Pogórzu Jasielskim, które wchodzi w skład Pogórza Środkowobeskidzkiego.
Faliszówka graniczy od północy z Kopytową, od wschodu z Leśniówką, natomiast od południa z Kobylanami i Nienaszowem. Od zachodniej strony graniczy z wsiami Poraj i Łubienko. Sołectwo Faliszówka obejmuje obszar 5,65 km² (564,62 ha).
W czasach Rzeczypospolitej Obojga Narodów Faliszówka wchodziła w skład powiatu bieckiego, który należał do województwa krakowskiego. W latach 1918–1939 Faliszówka znalazła się w powiecie krośnieńskim wchodzącym w skład województwa lwowskiego. 
W latach 1975–1998 miejscowość administracyjnie należała do województwa krośnieńskiego.
Przez wieś przebiegaja droga powiatowa P1898R (Chorkówka-Faliszówka-Nienaszów) oraz droga powiatowa P1950R (Chlebna-Kopytowa-Faliszówka).

## Historia

### Początki miejscowości
Wieś Faliszówka stanowiła własność szlachecką, a jej lokacja miała miejsce prawdopodobnie przez rokiem 1370, ale dokładnej daty brak w źródłach. Pierwsza wzmianka o wsi pochodzi z 1415 roku, kiedy była zarządzana przez sołtysa Jana. W 1458 r. w źródłach pojawia się dziedzic wsi o imieniu Mikołaj, który skupuje sołectwo od swych krewnych. W 1468 r. Katarzyna Mitarska odstępuje swemu bratu Mikołajowi część ojcowizny, którą miała na połowie sołectwa w Faliszówce, a w 1472 r. szlachcic Stanisław Faliszowski sprzedaje część swego sołectwa swemu bramu Mikołajowi z Faliszówki za 60 grzywien. Mikołaj jako sołtys występuje w źródłach jeszcze w latach 1476-1491.
W 1487 roku Faliszówka przypadła w dziale Piotrowi z Kwiliny, a w roku 1495 sołtysem wsi był Stanisław Kwiliński herbu Lis, który w źródłach pojawia się także w roku 1527. Według rejestrów poborowych w 1508 r. we wsi było 4,5 łana gruntów, natomiast w 1536 r. było 4,5 łana, karczma i spustoszały młyn.
W 1581 roku właścicielem wsi był szlachcic Krzysztof Kwiliński herbu Lis, który płacił podatki od 6 łanów kmiecych, 4 zagrodników z rolą i karczmy z jednym prętem roli.

### Wiek XIX
W XIX wieku ze względu na szalejące co pewien okres epidemie (cholery), wieś została przeniesiona spod lasu od strony Leśniówki do niżej położonej części, która znajduje się przy drodze - gościńcu z Kopytowej do Poraju. W tym okresie istniał w Faliszówce także drewniany dwór, którego pozostałości są widoczne do dziś, tj. fragment ogrodu i część zabudowań. W tym okresie istniały także stawy dworskie, które znajdowały się w miejscu obecnej szkoły. Właścicielem wsi był wówczas Tadeusz Wiktor.

### Pierwsza połowa XX wieku
Pierwsza połowa XX wieku to czasy, kiedy w Faliszówce zaczyna działać Szkoła Powszechna. Mieściła się w parterowym, drewnianym domu z jedną salą lekcyjną, który dzisiaj już nie istnieje. Do szkoły, aż do wybuchu II wojny światowej, uczęszczały dzieci z tutejszej społeczności wiejskiej. Po zakończeniu działań wojennych Szkoła Powszechna została przeniesiona do budynku, w którym była wcześniej karczma żydowska. Szkoła ta znajdowała się przy dzisiejszym zbiegu dróg z Leśniówki, Kopytowej i Poraju.
W 1934 roku gromada Faliszówka wchodziła w skład gminy Chorkówka licząc 680 mieszkańców, w tym 10 Żydów.

### Okres II wojny światowej
6 lutego 1944 r. Schulzpolizei z Jasła rozstrzelała ukrywających się u Władysława Krzysztyniaka w Faliszówce 6 Żydów. Zabity został również sam Krzysztyniak. Ofiary pochowano w Faliszówce.
Na terenie Faliszówki prowadzone były akcje partyzanckie. W sierpniu 1944 r. pięcioosobowy patrol GL-PPS między Porajem a Kopytową zlikwidował motocyklowy zwiad niemiecki, a kilka dni potem dokonał napadu na niemiecki magazyn prowiantowy w Faliszówce zdobywając dużą ilość artykułów żywnościowych.
Faliszówka była miejscem działań wojennych podczas operacji dukielsko-preszowskiej. 9 września 1944 r. 101. korpus piechoty, 1. korpus kawalerii gwardii i przednie oddziały 25. korpusu pancernego Armii Czerwonej walczyły o wzniesienia na płd. od linii Faliszówka-Bóbrka. Jedynie 1. korpusowi kawalerii udało się przełamać je na 25 km w głąb i wyjść wzdłuż drogi pod wieś Kobylany.

### Okres PRL
Druga połowa XX wieku to okres wytężonej pracy mieszkańców Faliszówki. Została wybudowana droga, która łączyła wieś z sąsiednią Leśniówką. Pod koniec lat 50. zawiązał się komitet budowy nowej szkoły, jako pomnika tysiąclecia państwa polskiego. Prace tego komitetu, jak również wielu mieszkańców wsi, zostały uwieńczone 29 lipca 1962 roku oddaniem do użytkowania budynku szkolnego. 1 września tegoż roku rozpoczął się pierwszy rok szkolny w Szkole Podstawowej. W latach 60. został wybudowany Dom Ludowy wraz z przylegającą do niego remizą Ochotniczej Straży Pożarnej i sieć wodociągowa, która zaopatrywała mieszkańców w wodę. Wygląd Faliszówki zmienił się także pod względem architektury domów mieszkalnych. Przeważające wcześniej domy drewniane, zabudowania gospodarcze kryte strzechą i dachówką, były zastępowane przez nowo budowane domy murowane, kryte eternitem i blachą. Lata 80. to okres pracy Komitetu budowy kościoła parafialnego. Prace budowlane kościoła zostały zakończone w 1988r.

## Parafia
Miejscowość jest siedzibą parafii Dobrego Pasterza, należącej do dekanatu Nowy Żmigród, diecezji rzeszowskiej. Parafia została erygowana 28 sierpnia 2000 r. przez biskupa rzeszowskiego Kazimierza Górnego. Pierwszym proboszczem został mianowany ks. Jan Wnęk. Do roku 2000 Faliszówka stanowiła część parafii Nienaszów.

## Ochotnicza Straż Pożarna
Ochotnicza Straż Pożarna w Faliszówce została założona w 1953 roku. Pierwszym prezesem jednostki był Józef Gromek, a naczelnikiem Zdzisław Gromek. W 2009 roku założono Młodzieżową Drużynę Pożarniczą. Remiza OSP znajduje się w budynku domu ludowego.

## Klub Sportowy
Ludowy Klub Sportowy "Orzeł" Faliszówka został założony 17 sierpnia 1979 r. Pierwszym prezesem klubu został wybrany Władysław Węgrzynowski. Klub prowadzi sekcję piłki nożnej składającą się z drużyny seniorów oraz juniorów. Drużyna seniorów uczestniczy w rozgrywkach Klasy A organizowanych przez OZPN Krosno.